# اوبرهاوزن بای کیرن
اوبرهاوزن بای کیرن (به آلمانی: Oberhausen bei Kirn) یک شهر در آلمان است که در باد کرویتسناخ واقع شده‌است. اوبرهاوزن بای کیرن ۹۷۶ نفر جمعیت دارد.